# Elfriede Tygör
Elfriede Tygör geb. Pilz (* 10. Oktober 1903 in Berlin; † 25. August 1944 in Berlin-Plötzensee) war eine deutsche Widerstandskämpferin gegen den Nationalsozialismus in Verbindung mit der Uhrig-Römer-Gruppe.

## Leben
Elfriede wurde 1903 als uneheliche Tochter der Näherin Charlotte Wascheroel in der Charité geboren. 1907 heiratete ihre Mutter den Bauarbeiter Hugo Pilz, der Elfriede als Tochter annahm.  Elfriede Pilz erlernte den Beruf Stenokontoristin und heiratete 1925 den Schlosser Walter Tygör.
Bis 1935 arbeitete sie in der sowjetischen Handelsvertretung in Berlin als Stenotypistin. Gemeinsam mit ihrem Lebensgefährten Fritz Plön, der eine Widerstandsgruppe bei den Kabelwerken Oberspree leitete, gehörte sie zur Widerstandsorganisation um Robert Uhrig. Ab 1939 verstärkte sie gemeinsam mit ihrem Lebensgefährten die illegale antifaschistische Arbeit. Sie unterstützte in besonderem Maße die Herstellung und den Vertrieb von Flugblättern, übernahm Kurierdienste und stellte ihre Wohnung für Beratungen zwischen Robert Uhrig, Wilhelm Guddorf und John Sieg zur Verfügung.
Am 4. Februar 1942 wurde sie zusammen mit Fritz Plön verhaftet und wie ihre Kampfgefährtin Charlotte Eisenblätter ins KZ Ravensbrück deportiert.
Am 4. Juli 1942 wurde die Ehe zwischen ihr und Tygör offiziell geschieden.
Am 6. Juli 1944 wurde sie vom Volksgerichtshof zusammen mit Charlotte Eisenblätter, Ernst Knaack, Helmut Masche, Fritz Plön, Heinrich Preuß, Kurt Ritter und Fritz Siedentopf zur Höchststrafe verurteilt. Bis zur Vollstreckung des Urteils wurde sie aus dem Gefängnis Potsdam ins Frauengefängnis Barnimstraße verbracht. Am 25. August 1944 wurde sie in Plötzensee durch den Scharfrichter Wilhelm Röttger enthauptet. Laut Sterbeurkunde war sie „gottgläubig“. Sie lebte zuletzt in der Choriner Straße 57 in Prenzlauer Berg.

## Ehrungen
- Elfriede-Tygör-Straße in Berlin-Friedrichsfelde